# UFC Fight Night: Song vs. Gutiérrez
UFC Fight Night: Song vs. Gutiérrez (también conocido como UFC Fight Night 233, UFC on ESPN+ 91 y UFC Vegas 83) fue un evento de artes marciales mixtas producido por Ultimate Fighting Championship que tuvo lugar el 9 de diciembre de 2023 en el UFC Apex en Enterprise, Estados Unidos. 

## Antecedentes
El evento marcaría la segunda visita de la promoción a Shanghai y la primera desde UFC Fight Night: Bisping vs. Gastelum en noviembre de 2017. Sería la primera vez desde la pandemia de COVID-19 que UFC regresa a China continental.   Sin embargo, a mediados de noviembre de 2023, el evento se trasladó a UFC Apex por razones no reveladas. 
Una pelea de peso gallo entre Song Yadong y Chris Gutiérrez encabezó el evento. 
Se esperaba que las cuatro finales de la temporada 2 de Road to UFC se llevaran a cabo en este evento. Sin embargo, fueron retirados de este evento debido al cambio de ubicación. 
Para el evento estaba programada una pelea de peso semipesado entre Zhang Mingyang y Brendson Ribeiro. Sin embargo, la pelea se pospuso debido al cambio de ubicación y a que los peleadores enfrentaron problemas de visa y se reprogramó para UFC 298. 
Se esperaba que Steve García y Melquizael Costa se enfrentaran en una pelea de peso pluma una semana antes en UFC on ESPN: Dariush vs. Tsarukyan, pero la pareja fue descartada cuando García se retiró el día anterior debido a una enfermedad.  Fueron reprogramados para este evento. 
Se esperaba que en el evento se llevara a cabo una pelea de peso mosca entre Su Mudaerji y Allan Nascimento. Sin embargo, Nascimento se retiró de la pelea debido a una lesión y fue reemplazado por el ex retador del Campeonato de Peso Mosca de UFC (también ganador de The Ultimate Fighter: Tournament of Champions de peso mosca) Tim Elliott en una pelea de peso gallo. 
Para el evento estaba programada una pelea de peso intermedio de 140 libras entre Daniel Marcos y Carlos Vera.  Sin embargo, la pelea fue cancelada debido a problemas de visa por parte de Marcos. 
En los pesajes, Luana Santos pesó 139 libras, tres libras por encima del límite de peso gallo para peleas sin título. Su pelea se desarrolló en el peso acordado y Santos recibió una multa del 20% de su bolsa, que fue para su oponente Stephanie Egger. 

## Premios de bonificación
Los siguientes luchadores recibieron bonificaciones de 50.000 dólares.
- Pelea de la noche: No se otorgaron bonificación
- Actuación de la noche: Khalil Rountree Jr., Nasrat Haqparast, Tim Elliott y Park Hyun-sung .